# Grabhügel im Wald von Bremlevænge
Die Grabhügel im Wald von Bremlevænge liegen 1,2 km südlich der Kirche von Hou auf der dänischen Insel Langeland. Die drei in der südöstlichen Ecke des Waldes, nahe der Gemeindestraße liegenden niedrigen Hügelgräber sind der nördliche Rest einer nicht mehr vorhandenen großen Anzahl gleichartiger Hügel, die sich 600 m weit nach Süden erstreckte.
Im Laufe der Jahre hat das „Langelands Museum“ zwölf der bereits übergepflügten niedrigen Grabhügel mit einfachem oder doppeltem Steinkranz untersucht. Man fand dort Urnengräber mit Gegenständen vom Ende der nordischen Bronzezeit, etwa 500 v. Chr. Im Hügel 6 des ehemaligen „Gräberfeldes von Nygård“ war es ein dünner, bronzener Wendelring.